# Sarah Speck
Sarah Speck (* 1981) ist eine deutsche Sozialwissenschaftlerin und seit 2020 Professorin an der Johann Wolfgang Goethe-Universität Frankfurt am Main. Sie ist stellvertretende Direktorin des Frankfurter Instituts für Sozialforschung sowie stellvertretende geschäftsführende Direktorin des Cornelia Goethe Centrums.

## Leben
Sarah Speck wuchs in La Paz (Bolivien) und in Hamburg auf und studierte von 2000 bis 2006 Angewandte Kulturwissenschaften an der Leuphana Universität Lüneburg. Sie promovierte 2012 an der Humboldt-Universität (HU) zu Berlin im Rahmen des DFG-Graduiertenkollegs „Geschlecht als Wissenskategorie“ mit einer Arbeit über verberuflichte Mutterschaft am Beispiel der SOS-Kinderdörfer. Im Anschluss war sie als wissenschaftliche Mitarbeiterin an der Technischen Universität (TU) Darmstadt im DFG-Forschungsprojekt „Wenn der Mann kein Ernährer mehr ist. Zum Wandel von Geschlechterbeziehungen in Familie und Paarbeziehung im Milieuvergleich“ und am Institut für Sozialforschung im Forschungsprojekt „Paradoxien der Gleichheit in Eltern-Kind-Beziehungen“ tätig. Seit 2020 ist sie Professorin für Soziologie mit dem Schwerpunkt Frauen- und Geschlechterforschung an der Goethe-Universität Frankfurt am Main und Mitglied des Kollegiums des Institut für Sozialforschung.

## Forschung und Lehre
Zu ihren Schwerpunkten gehören die Geschlechterforschung, die Paar- und Familiensoziologie, Kultursoziologie, Kritische Theorie und feministische Gesellschaftstheorien. Sarah Speck forscht zu Geschlechterordnungen im Wandel, Geschlecht und Arbeit(steilung), sozialer Reproduktion, Macht und Gewalt im Geschlechterverhältnis, (Queer-)feministischen Bewegungen, zu neuen Männlichkeiten und zu Verschwörungstheorien der Gegenwart. Außerdem initiierte und leitete sie am Institut für Sozialforschung ein Projekt zu einer feministischen Geschichtsschreibung des Instituts anlässlich seines 100-jährigen Bestehens.
Sie lehrte an der Humboldt-Universität zu Berlin, an der Technischen Universität Darmstadt, an der Eberhard Karls Universität Tübingen, an der Universität Oldenburg, an der Goethe-Universität Frankfurt am Main sowie an der Universidad Nacional de San Martín in Buenos Aires.
Sarah Speck ist Mitherausgeberin der Schriften. Institut für Sozialforschung, der Frankfurter Beiträge zur Soziologie und Sozialpsychologie und der Reihe Kitchen Politics – Queerfeministische Interventionen.

## Publikationen
- Vom Umschlag der Emanzipation. Wandel und Fortbestand der Geschlechter- und Reproduktionsverhältnisse. In K. Stögner & A. Colligs (Hrsg.): Kritische Theorie und Feministische Theorie. Berlin: Suhrkamp 2022.
- als Herausgeberin mit Kai-Olaf Maiwald, Axel Honneth und Felix Trautmann: Normative Paradoxien. Verkehrungen des gesellschaftlichen Fortschritts, Campus, Frankfurt/New York 2022, ISBN 978-3-593-51396-6.
- mit Edgar Forster, Friederike Kuster und Barbara Rendtorff: Geschlecht-er denken. Theoretische Erkundungen. Leverkusen: Verlag Barbara Budrich 2020.
- mit Cornelia Koppetsch: Wenn der Mann kein Ernährer mehr ist. Geschlechterkonflikte in Krisenzeiten. Suhrkamp, Berlin 2015, ISBN 978-3-518-12701-8.
- „Unterschiedliche Sauberkeitsstandards“ – Arbeitsteilung in emanzipierten Paarbeziehungen, in Analyse und Kritik 4/2016, https://www.akweb.de/ak_s/ak615/24.htm
- Latente Beharrlichkeiten, https://www.logbuch-suhrkamp.de/sarah-speck/latente-beharrlichkeiten/
- Mütter ohne Grenzen. Paradoxien verberuflichter Sorgearbeit am Beispiel der SOS-Kinderdörfer (= Geschlecht und Gesellschaft. Band 56). Springer, Wiesbaden 2014, ISBN 978-3-658-05615-5.

Zudem hat sie eine Reihe von Beiträgen in Sammelwerken zu sozialwissenschaftlichen Themen verfasst sowie zahlreiche Aufsätze in sozialwissenschaftlichen Fachzeitschriften wie WestEnd. Neue Zeitschrift für Sozialforschung, Feministische Studien, Open Gender Journal, sub/urban. Zeitschrift für kritische Stadtforschung veröffentlicht.